# 쌍갑포차 (드라마)
《쌍갑포차》는 2020년 5월 20일부터 2020년 6월 25일까지 방송된 JTBC 수목 드라마이다. 이 드라마는 2019년 6월에 JTBC 드라마로 확정되었고, 당시 총 11권 분량의 배혜수의 다음 웹툰 《쌍갑포차》를 원작으로 제작됐다.

## 기획 의도
늦은 밤, 낯선 곳에 나타나는 의문의 포장마차와 그곳에서 벌어지는 이야기

## 제작진

### 연출
- 전창근

### 극본
- 하윤아

## 등장인물

### 주요 인물
- 황정음 (아역: 박시은) : 월주 역 - 쌍갑포차 이모 / 조선 시대 세자의 정인. 강배의 어머니.
- 육성재 : 한강배 역 - 쌍갑포차 알바생, 갑을마트 계약직 직원. 미란과 여린의 직장 동료. 귀반장과 월주의 아들. 여린의 연인.
- 최원영 (아역 : 송건희) : 귀 반장 역 - 쌍갑포차 관리자, 저승 경찰서 전직 형사 반장. 별명은 망령 잡는 '셰퍼트'/ 조선 시대 세자. 중전의 아들. 월주의 정인. 강배의 아버지.

### 염라국
- 염혜란 : 염라대왕 역
- 이준혁 : 염 부장 / 김진 역 - 염라국 부장 / 전생은 당상관. 이헌의 스승이자 원형의 아버지.

### 갑을마트
- 정다은 : 강여린 / 경면주사 역 - 갑을마트 보안 팀 보안 요원, 강배와 미란의 직장 동료. 강배의 연인 / 영물인 경면주사의 환생으로 걸어 다니는 부적과 다름없음. (1인 2역)
- 박하나 : 송미란 역 - 갑을마트 시식 파트 계약직 직원, 강배와 여린의 직장 동료. (1회, 3회 특별 출연)
- 박주형 : 박 대리 역 - 갑을마트 본사 대리. (1회 특별 출연)
- 안태환 : 최진동 역 - 갑을마트 고객센터 직원, 강배의 고객센터 동료.
- 김용건 : 회장 역 - 갑을마트 회장

### 그 외 인물
- 정은표 : 최석판 역 - 진동의 증조할아버지 (4회 특별 출연)
- 김미경 : 점례 역 - 진동의 친 할머니. 석판의 딸 (4회 특별 출연)
- 우현 : 김두영 역
- 강민성
- 김용건 : 갑을마트 회장 역 - 장복수가 빙의한 몸
- 서동석
- 강형석

### 특별 출연
- 박은혜 : 조선 시대 중전 / 신지혜 역 - 세자의 어머니 / 환생하여 현생에서는 의상 디자이너. 악귀 김원형의 계략에 속아 이용 당하고 결국 죽임을 당한다
- 송건희 : 조선시대 세자 역 - 월주의 첫사랑. 월주의 죽음으로 친구이던 김원형을 죽이고 본인도 자살했다.
- 김희정 : 월주의 어머니 역 - 무당
- 황보라 : 성춘향 역
- 백지원 : 안동댁 역 - 은수의 양어머니, 죽은 순화의 친구.
- 곽선영 : 은수 / 순화 역 - 안동댁의 의붓 딸, 죽은 순화의 친 딸 / 안동댁의 고향 친구. 은수의 어머니. (1인 2역)
- 김영아 : 조선시대 상궁 역
- 유성주 : 최 회장 / 조선 시대 사또 역 - 상일호텔 회장 / 조선 시대 사또. (1인 2역)
- 오경주 : 박병재 역 - 유미의 남자 친구, 취준생.
- 오하늬 : 유미 역 - 병재의 여자 친구
- 정정아 : 가게 갑질 손님 역
- 이주실 : 유치원 원장 역
- 김미화
- 나인우 : 김원형 역 - 조선 시대 세자의 벗, 세자빈의 오라버니. 염부장의 아들. 악귀.
- 오만석 : 오상곤 역 - 권고 사직 당한 직원. 부장
- 이지현 : 오부장 아내 역
- 오영실 : 삼신 역 - 염라대왕 하나 뿐인 친구
- 이서안 : 최수경 역 - 인호의 아내, 댄스 학원 강사
- 태인호 : 강인호 역 - 수경의 남편
- 윤박 : 영화 통풍남녀 남자 주인공 역
- 하시은 : 영화 통풍남녀 여자 주인공 역
- 최대훈 : 장복수 역 - 인승의 친구. 기억이 소멸되지 않은 채 환생
- 황효은 : 김 여사 역 - 갑을마트 커플 댄스 경연대회 참가자
- 박영수 : 장씨 역 - 갑을마트 커플 댄스 경연대회 참가자
- 신현수 : 도영 역 - 택배 기사. 보라의 연인
- 한소은 : 보라 역 - 만화 줄리엣의 유혹을 그린 웹툰 작가, 얼음 마녀라는 필명을 쓴다. 자주 택배 배달을 오는 택배 기사 도영과 차츰 가까워지다가 사귀게 되었다.
- 문정희 : 현옥 역
- 소찬휘 : 본인 역 - 여린의 스승으로  소환된 'Tears' 원곡 가수
- 안창환 : 하 대리 역
- 이수지

## 부제
| 회차   | 방송일   | 부제                                                   | 에피소드                       |
| ------ | -------- | ------------------------------------------------------ | ------------------------------ |
| 제1회  | 5월 20일 | 저한텐 이모님이 마지막 동아줄이라고요...!              | 웹툰 1~4화 돼지뒷고기 숯불구이 |
| 제2회  | 5월 21일 | 이것만 마시면, 꿈속으로 들어간다 했지                  | 웹툰 5~8화 간고등어 연탄구이   |
| 제3회  | 5월 27일 | 포차 이모님이 상담을 잘 하시거든요                     | 17~18화 숯불꼬치구이           |
| 제4회  | 5월 28일 | 그 사람들 로또 대전 우승자 후손들이야!                 | 13~16화 박속낙지탕             |
| 제5회  | 6월 3일  | 나도 사랑하는 사람 두고 죽어봤거든                     | 만두                           |
| 제6회  | 6월 4일  | 도대체 이렇게까지 나서는 이유가 뭐냐고?!               | 닭강정                         |
| 제7회  | 6월 10일 | 막 해버려! 뽀뽀, 키스!!                                | 보쌈김치                       |
| 제8회  | 6월 11일 | 행복한 기억을 준 좋은 사람이었다는걸, 잊지 말아 주세요 | 토스트                         |
| 제9회  | 6월 17일 | 이제야 만나게 되었군요, 세자 저하                      | 43화~53화 달걀말이             |
| 제10회 | 6월 18일 | 진짜 중전의 환생이었어                                 | 떡볶이                         |
| 제11회 | 6월 24일 | 나와라! 나오라 하였다                                  | 골뱅이와 칼국수                |
| 제12회 | 6월 25일 | 너랑 함께해서 행복했어, 강배야                         |                                |

## OST
다음은 오리지널 사운드트랙(OST) 싱글 앨범에 포함된 곡들이며, 정렬기준은 출시 순입니다.
- Part.1 - 정진우 - Dive (2020년 5월 28일 발매)
- Part.2 - 육성재(비투비) - 사랑은 추억을 닮아서 (2020년 6월 4일 발매)
- Part.3 - 벤 - I'll Be (2020년 6월 11일 발매)
- Part.4 - 조현아(어반자카파) - 우리가 함께했던 날들 (2020년 6월 18일 발매)
- Part.5 - DMEANOR(디미너) - 내일에 바래다줄게 (2020년 6월 25일 발매)

## 촬영지
- 갑을마트 - 이마트 김포한강점
- 대장금파크
- 성흥산성 사랑나무
- 고양관광문화단지보도육교
- 철길마을
- 청담대교
- 구룡마을 대나무숲
- 해물사우나
- 오라카이 송도파크호텔
- 좋은아침연수원
- 고석정

## 시청률
최저 시청률과 최고 시청률은 시청률 조사회사와 지역별로 시청률에 차이가 있을 수 있습니다.
| 2020년      | 2020년      | 2020년         | 2020년       | 2020년         |
| 회차        | 방송일      | AGB 시청률     | AGB 시청률   | TNmS 시청률    |
| 회차        | 방송일      | 대한민국(전국) | 수도권(서울) | 대한민국(전국) |
| ----------- | ----------- | -------------- | ------------ | -------------- |
| 제1회       | 5월 20일    | 3.610%         | 4.186%       | 3.2%           |
| 제2회       | 5월 21일    | 1.884%         | .            | .              |
| 제3회       | 5월 27일    | 3.672%         | 3.914%       | .              |
| 제4회       | 5월 28일    | 1.557%         | .            | .              |
| 제5회       | 6월 3일     | 3.141%         | 3.769%       | .              |
| 제6회       | 6월 4일     | 2.485%         | .            | .              |
| 제7회       | 6월 10일    | 3.237%         | 3.562%       | .              |
| 제8회       | 6월 11일    | 2.941%         | 2.990%       | .              |
| 제9회       | 6월 17일    | 3.139%         | 3.076%       | .              |
| 제10회      | 6월 18일    | 3.009%         | 3.095%       | .              |
| 제11회      | 6월 24일    | 2.782%         | 3.216%       | .              |
| 제12회      | 6월 25일    | 3.558%         | 3.603%       | .              |
| 평균 시청률 | 평균 시청률 | 2.918%         | %            | %              |

## 동시간대 드라마
- KBS 수목 미니시리즈

《영혼수선공》 (2020년 5월 6일 ~ 2020년 6월 25일)
- MBC 수목 미니시리즈

《꼰대인턴》 (2020년 5월 20일 ~ 2020년 7월 1일)
- tvN 목요드라마

《슬기로운 의사생활》 (2020년 3월 12일 ~ 2020년 5월 28일)

## 참고 사항
- 이 드라마는 픽션이며, 실제와 관련 없음을 밝힌다.
- 이 화면은 레터박스로 구성되었다.

## 같이 보기
- 대한민국의 텔레비전 드라마 목록 (ㅅ)
- 2020년 대한민국의 텔레비전 드라마 목록
- 웹툰을 원작으로 한 텔레비전 드라마 목록